# Macrauchenidia
Macrauchenidia latidens é uma espécie litopterno sul-americano, relacionado com Macrauchenia, pertencente a mesma família, Macraucheniidae.